# سن امیلیانو
سن امیلیانو (به اسپانیایی: San Emiliano) یکی از دهستان‌های اسپانیا است که در آستوریاس واقع شده‌است.